# Massimo Firpo
Massimo Firpo (Torino, 11 agosto 1946) è uno storico italiano.
È professore emerito di Storia moderna all'Università di Torino e ha insegnato alla Scuola Normale Superiore di Pisa. È socio dell'Accademia delle Scienze di Torino e dell'Accademia Nazionale dei Lincei.

## Biografia

### Attività di ricerca e percorso accademico
Si è formato presso l'Università di Torino (dove si è laureato nel 1969 con una tesi su Pietro Bizzarri esule italiano del Cinquecento, pubblicata nel 1971), e presso la Scuola Normale Superiore di Pisa (dove è stato borsista dell'Accademia dei Lincei nel 1973-74). Ha insegnato anche presso la Facoltà di Scienze Politiche dell'Università di Cagliari. Ha svolto attività di ricerca e di insegnamento presso la Newberry Library di Chicago, la Cornell University di Ithaca e l'Università di Oxford (dove nel 2006 ha tenuto le Isaiah Berlin Lectures).
Ha sviluppato le sue ricerche soprattutto nello studio dei movimenti ereticali del ‘500, con particolare riferimento alla diaspora degli esuli italiani nei paesi dell'Europa orientale, ai movimenti radicali, all'Antitrinitarismo e al rapporto di questa tradizione culturale, attraverso il socinianesimo seicentesco, con il deismo e le origini del pensiero illuministico negli anni della crisi della coscienza europea.
Quindi i suoi studi si sono incentrati soprattutto sul problema della crisi religiosa cinquecentesca in Italia, con particolare riferimento ai movimenti di dissenso religioso, alla diffusione di dottrine eterodosse anche ai vertici dell'istituzione ecclesiastica, a Juan de Valdés e ai cosiddetti "spirituali", al ruolo religioso e politico dell'Inquisizione e alla svolta politica e religiosa degli anni centrali del secolo in relazione al problema generale delle origini della Controriforma.
Ha curato le edizioni critiche dei processi inquisitoriali del cardinal Giovanni Morone, di Pietro Carnesecchi e di Vittore Soranzo.
Si è anche dedicato a ricerche di storia dell'arte volte a studiare i nessi tra la crisi religiosa del Cinquecento e la cultura figurativa del tardo Rinascimento. In particolare ha studiato gli affreschi di Pontormo a San Lorenzo, Lorenzo Lotto e Battista Franco.

### Attività pubblicistica
Massimo Firpo è una delle più autorevoli firme delle pagine culturali de Il Sole24Ore. È stato invitato a diverse trasmissioni radiofoniche e televisive (Le storie su RaiTre, L'infedele su LA7).